# Oligotrema psammatodes
Oligotrema psammatodes är en sjöpungsart som först beskrevs av Sluiter 1905.  Oligotrema psammatodes ingår i släktet Oligotrema och familjen Hexacrobylidae. Inga underarter finns listade i Catalogue of Life.